# 355
355 (CCCLV) fue un año común comenzado en domingo del calendario juliano, en vigor en aquella fecha.
En el Imperio romano, el año fue nombrado como el del consulado de Arbicio y Mesio, o menos comúnmente, como el 1108 Ab urbe condita, adquiriendo su denominación como 355 a principios de la Edad Media, al establecerse el anno Domini.

## Acontecimientos

### Imperio romano
- 1 de enero: Arbicio y Loliano Mavortio comienzan el desempeño de su cargo de cónsules romanos.
- 11 de agosto: Claudio Silvano, acusado de traición, se proclama emperador romano. Después de 28 días, Ursicino llega desde Roma y hace que asesinen a Silvano.
- 6 de noviembre: En Mediolanum, el emperador romano Constancio II alza a su primo Juliano al rango de César de Occidente.
- Los lentienses son multados por el comandante romano Arbecio bajo el emperador Constancio II por sus diversas rebeliones contra el Imperio romano.
- Los francos asedian Colonia durante diez meses.
- Por rechazar firmar la condena de Atanasio de Alejandría, el papa Liberio se ve desterrado a Beroea en Tracia. Félix II se convierte en obispo de Roma.

## Nacimientos
- Paulino de Nola, religioso cristiano.
- Vigilio de Trento,ídem.

## Fallecimientos
- Edesio, filósofo neoplatónico